# Central tèrmica d'Escombreras
La central tèrmica d' Escombreras - Iberdrola és una central termoelèctrica de cicle combinat de gas natural al terme municipal de Cartagena (Múrcia). Va substituir des de 2010 una antiga central de fueloil, conegut pels fums negres molt pol·uents, construïda el 1957 per Hidroeléctrica Española.
Compta amb una potència instal·lada de 815 megawatts. La construcció va començar al maig de 2003, va acabar en el setembre de 2005 i va costar 800 milions d'euros. L'operació i el manteniment és a càrrec d'Iberdrola Operación y Mantenimiento (IOMSA).

## Dades tècniques
- 2 turbines de gas GE 9FB-based S209FB
- Generadors GE 330H
- Eficiència del 58%
- Les turbines de gas són de combustible flexible: poden funcionar tant amb gas com amb gasoil.

## Propietat
La central d'Escombreras està participada per Iberdrola en un 100%